# Walter Restrepo
Walter Restrepo (San Diego (California), Estados Unidos ; 21 de junio de 1988) es un futbolista estadounidense que juega de centrocampista.

## Trayectoria

### Inicios
Jugado profesional en Colombia entre 2006-2010, que aparece en la primera y segunda división para Deportes Tolima, Boyacá Chico y Expreso Rojo. También ha representado a la Selección Colombia Sub-17.

#### Deportes Tolima
Debutó en el año 2006 para el Deportes Tolima donde disputaría 4 partidos de liga.

#### Expreso Rojo y Boyacá Chicó
Para el año 2008 ficha con el Expreso Rojo de Fusagasuga donde disputa 2 partidos de la Categoría Primera B y 10 en la Copa Colombia 2008 donde avanzaron hasta la semifinal enfrentando al Once Caldas.
Fue cedido en el 2009 al Boyacá Chicó donde disputó 7 partidos de liga y 3 de Copa Colombia 2009 en la Libertadores no llegó a sumar encuentros.
Para el 2010 regresa a la B, con el Expreso Rojo donde retoma el nivel disputando 15 partidos de segunda división y 5 en la Copa Colombia 2010.

### Fort Lauderdale Strikers

#### 2011
Restrepo firmó con los Fort Lauderdale Strikers el 11 de julio de 2011, a mitad de la temporada 2011 de la NASL. Hizo su debut con los huelguistas en la victoria por 3-0 ante el FC Edmonton el 30 de julio Restrepo anotó su primer gol para los huelguistas en su primera apertura con el club, superando a Brad Knighton con una media volea desde 30 yardas.
El objetivo de Restrepo, junto con el ganador en tiempo de descuento de Martin Nuñez en el mismo partido, fue votado por los aficionados como el # 1 juego de 2011. Restrepo anotó su segundo gol para los huelguistas en la victoria por 3-1 ante los Islanders de Puerto Rico en la ronda semifinal de las eliminatorias. Terminó su primera temporada con los huelguistas de haber hecho un total de doce apariciones en todas las competiciones, anotando dos goles y una sola asistencia.

#### 2012
En diciembre de 2011, los huelguistas anunciaron que habían tomado la opción de Restrepo para la temporada 2012. Cambió de la camiseta número 19 a la 10 camisa icónica después de que Mike Palacio firmó con los RailHawks. Restrepo comenzó la temporada como creador de juego principal de los huelguistas, ocupando el hueco detrás de los delanteros. El 21 de abril, él asistió a los dos goles de Andy Herron en el empate 2-2 con los San Antonio Scorpions. Una semana más tarde, marcó su primer gol de la temporada ante rivales de Tampa Bay Rowdies en el minuto 90 de la derrota por 3-1.
Después de la aparición de su compañero de equipo Mark Anderson en la posición de centrocampista ofensivo, Restrepo se trasladó a la parte derecha del centro del campo. El 7 de julio, Restrepo grabó su primer juego multi-objetivo, anotando dos veces contra los RailHawks en un empate 3-3 en el WakeMed Soccer Park. Los Strikers extendieron el contrato de Restrepo el 17 de julio para llevar a través de la temporada 2013, con una opción para 2014. El 28 de julio contra los Atlanta Silverbacks, Restrepo anotó su sexto gol de la temporada y extendió su liga de plomo en asistencias de seis a ocho.
El 15 de agosto, los huelguistas anunciaron que Restrepo se perdería el resto de la temporada después de sufrir una ruptura del Ligamento.

#### 2013
Restrepo hizo su regreso de una lesión en el primer partido de la temporada 2013, el 8 de abril meses después de desgarrarse el ligamento cruzado anterior. Reemplazó a Rubens en el minuto 65 con un caluroso aplauso, lo que desató un empate remontada 1-1 con el FC Edmonton en su reemplazo 25 minutos.

### San Antonio Scorpions
Restrepo fue traspasado a San Antonio Scorpions el 8 de enero de 2014.
Restrepo forzado lo que se consideraba más un autogol por el Cosmos de Nueva York en la semifinal de 2014 NASL durante la prórroga. Ese objetivo sería el ganador del juego y enviaría los eventuales campeones, San Antonio Scorpions, en el partido por el campeonato.

### New York Cosmos
El 19 de enero de 2015, Restrepo firmó con el Cosmos de Nueva York.

### Philadelphia Union
El 12 de enero de 2016 sería presentado como nuevo jugador del Philadelphia Union de la MLS.
 Su debut sería hasta el 15 de junio donde marcaría su primer gol en la victoria 3-2 frente a Harrisburg City.

### Tampa Bay
En julio cambia de club al Tampa Bay Rowdies de la United Soccer League de Estados Unidos.

## Clubes
| Club                     | País                | Año                 | PJ  | Goles |
| ------------------------ | ------------------- | ------------------- | --- | ----- |
| Deportes Tolima          | Colombia            | 2006                | 4   | 0     |
| Tigres                   | Colombia            | 2008                | 12  | 0     |
| Boyacá Chicó             | Colombia            | 2009                | 10  | 0     |
| Tigres                   | Colombia            | 2010                | 20  | 0     |
| Fort Lauderdale Strikers | Estados Unidos      | 2011 - 2013         | 53  | 11    |
| San Antonio Scorpions    | Estados Unidos      | 2014                | 29  | 4     |
| New York Cosmos          | Estados Unidos      | 2015                | 33  | 3     |
| Philadelphia Union       | Estados Unidos      | 2016                | 6   | 1     |
| Bethkehem Steel          | Estados Unidos      | 2016                | 8   | 0     |
| New York Cosmos          | Estados Unidos      | 2017                | 14  | 2     |
| Tampa Bay Rowdies        | Estados Unidos      | 2017                | 15  | 1     |
| Deportes Tolima          | Colombia            | 2018                | 0   | 0     |
| San Antonio FC           | Estados Unidos      | 2019                | 27  | 4     |
| Total en su carrera      | Total en su carrera | Total en su carrera | 204 | 26    |

## Estadísticas (incompletas)
| Club                                 | Div           | Temporada     | Liga  | Liga  | Copas nacionales | Copas nacionales | Torneos internacionales | Torneos internacionales | Total | Total | Media goleadora |
| Club                                 | Div           | Temporada     | Part. | Goles | Part.            | Goles            | Part.                   | Goles                   | Part. | Goles | Media goleadora |
| ------------------------------------ | ------------- | ------------- | ----- | ----- | ---------------- | ---------------- | ----------------------- | ----------------------- | ----- | ----- | --------------- |
| Boyacá Chico · Colombia              | 1.ª           | 2009          | 8     | 0     | 0                | 0                | 0                       | 0                       | 8     | 0     | 0,0             |
| Boyacá Chico · Colombia              | Total club    | Total club    | 7     | 0     | 0                | 0                | 0                       | 0                       | 7     | 0     | 0,0             |
| Fort Lauderdale Estados Unidos       |               |               |       |       |                  |                  |                         |                         |       |       |                 |
| 1.ª                                  | 2011          | 11            | 2     | 0     | 0                | 0                | 0                       | 11                      | 2     | 0,18  |                 |
| 1.ª                                  | 2012          | 21            | 6     | 1     | 1                | 0                | 0                       | 22                      | 7     | 0,31  |                 |
| 1.ª                                  | 2013          | 19            | 2     | 1     | 0                | 0                | 0                       | 20                      | 2     | 0,10  |                 |
| Total club                           | Total club    | 51            | 10    | 2     | 1                | 0                | 0                       | 61                      | 11    | 0,18  |                 |
| San Antonio Scorpions Estados Unidos | 1.ª           | 2014          | 27    | 3     | 2                | 1                | 0                       | 0                       | 29    | 4     | 0,13            |
| San Antonio Scorpions Estados Unidos | Total club    | Total club    | 27    | 3     | 2                | 1                | 0                       | 0                       | 29    | 4     | 0,13            |
| New York Cosmos Estados Unidos       | 1.ª           | 2015          | 31    | 3     | 2                | 0                | 0                       | 0                       | 33    | 3     | 0,09            |
| New York Cosmos Estados Unidos       | Total club    | Total club    | 31    | 3     | 2                | 0                | 0                       | 0                       | 33    | 3     | 0,09            |
| Philadelphia Union Estados Unidos    | 1.ª           | 2016          | 4     | 0     | 2                | 1                | 0                       | 0                       | 6     | 1     | 0,10            |
| Philadelphia Union Estados Unidos    | Total club    | Total club    | 4     | 0     | 2                | 1                | 0                       | 0                       | 6     | 1     | 0,10            |
| New York Cosmos Estados Unidos       | 1.ª           | 2017          | 11    | 2     | 0                | 0                | 0                       | 0                       | 11    | 2     | 0,18            |
| New York Cosmos Estados Unidos       | Total club    | Total club    | 11    | 2     | 0                | 0                | 0                       | 0                       | 11    | 2     | 0,18            |
| Tampa Bay Rowdies Estados Unidos     | 3.ª           | 2017          | 15    | 1     | 0                | 0                | 0                       | 0                       | 15    | 1     | 0,18            |
| Tampa Bay Rowdies Estados Unidos     | Total club    | Total club    | 15    | 1     | 0                | 0                | 0                       | 0                       | 15    | 1     | 0,33            |
| Total carrera                        | Total carrera | Total carrera | 147   | 19    | 8                | 3                | 0                       | 0                       | 155   | 22    | 0,15            |

## Palmarés

### Campeonatos nacionales
| Título          | Club            | País     | Año  |
| --------------- | --------------- | -------- | ---- |
| Torneo Apertura | Deportes Tolima | Colombia | 2018 |